# خوزه پاچکو (بازیکن فوتبال)
خوزه پاچکو (انگلیسی: José Pacheco) (زادهٔ ۱۴ ژانویهٔ ۱۹۴۷ – درگذشتهٔ ۲۷ سپتامبر ۲۰۲۲) بازیکن فوتبال اهل اسپانیا بود.
از باشگاه‌هایی که در آنها بازی کرد می‌توان به باشگاه فوتبال اتلتیکو مادرید اشاره کرد.